# Lev Konstantinovič Knipper
Lev Konstantinovič Knipper (rusko Лев Константи́нович Кни́ппер), ruski skladatelj in tajni agent, * 3. december (stari koledar 21. november) 1898, Tbilisi, Gruzija, † 30. julij 1974, Moskva. 

## Življenje
Knipper je bil delno nemškega, delno ruskega rodu. Bil je nečak Olge Knipper, ki je bila žena Antona Pavloviča Čehova. Njegova starejša sestra, ki ji je bilo ime prav tako Olga Knipper, je bila znana sovjetska igralka in se je poročila z Mihailom Čehovom. Odraščal je v dvojezični družini, katere člani so govorili tekoče rusko in nemško. Oče Konstantin je bil nemškega porekla in je delal kot inženir na železnici. V mladosti je bil Lev Knipper odličen tenisač in zelo dober alpinist.
V ruski državljanski vojni je bil Lev Knipper v Beli gardi in se je bojeval pod vodstvom barona Wrangla na Daljnem vzhodu in v Sibiriji. Ko je leta 1920 Rdeča armada premagala Wrangla, je skupaj z ostanki njegove vojske pobegnil iz Rusije. Leta 1922 pa se je vrnil v tedanjo Sovjetsko zvezo, ko so ga sovjetske oblasti po splošni amnestiji bivših belogardistov rehabilitirale in se je pridružil takratni varnostni službi OGPU (njenemu mednarodnemu oddelku, točneje propagandnemu oddelku rdeče armade). Ni pa sodeloval v nobenih notranjih čistkah ali nasploh v notranjih zadevah.

## Življenjsko delo in glasba
Že kot mlad deček se je naučil igrati klavir kot samouk. Zelo veliko podporo pri igranju klavirja in pri začetkih skladanja je dobival že pred oktobrsko revolucijo od svoje tete Olge Čehove. Po povratku v Sovjetsko zvezo je imel glasbeno vzgojo na konservatoriju v Gnesinu v Moskvi z učiteljem Reinholdom Gliereom. V dvajsetih letih dvajsetega stoletja je bil zaposlen v moskovskem Umetnostnem gledališču skupaj z Vladimirom Nemirovičem-Dančenkom in Konstantinom Stanislavskim.
V začetku so bila njegova dela narejena pod močnim vplivom zahodnih futurističnih tokov. Da bi dokazal svojo vdanost sovjetskemu sistemu in socializmu, je odpotoval v Tadžikistan, kjer je študiral etnološko glasbo srednjeazijskih narodov.
Po letu 1930 je začel z novo vrsto simfonije. To je bila vokalna simfonija, ki je vrhunec dosegla v njegovi četrti simfoniji leta 1934 (pesnitev Komsomolski borec).
Leta 1934 je napisal svojo najslavnejšo četrto simfonijo, ki vsebuje njegovo najslavnejše delo Poljuško Poljo, po mnenju mnogih najboljše vokalno delo 20.stoletja. Besedilo Viktorja Guseva je posvečeno komandirju rdeče armade Klimentu Vorošilovu. Pesem iz simfonije je postala stalnica rdečearmejskega zbora. Tega leta se je tudi poročil s tajno agentko z vzdevkom Marija, ki je bila osebna znanka Lavrentija Berije, vodje tajne službe v Sovjetski zvezi.
Pred in med drugo svetovno vojno je Knipper igral zelo pomembno vlogo. Pred vojno je določen čas živel celo v Berlinu kot tajni agent sovjetske tajne službe, kjer je živela Olga Čehova, v Nemčiji zelo priljubljena in slavna filmska igralka, ki je bila blizu Hitlerjevih krogov in je bila celo osebna prijateljica samega diktatorja. Preko nje naj bi organiziral in izvedel atentat na Hitlerja. Iz Moskve je Knipper dobil natančna navodila za samomorilski napad na Hitlerja med obiskom le tega pri Olgi. Izvedbo načrta pa je preprečil sam Stalin, ki se je bal, da se bo po Hitlerjevem atentatu nacistična Nemčija spoprijateljila z Anglijo.
Knipperja pa so nacisti aretirali in kar nekaj časa je preživel v taboriščih nacistične Nemčije, kjer pa je zaradi odličnega znanja nemškega jezika preživel. Ko so bili nacisti že blizu Moskve, pa so v sovjetski tajni službi naredili obsežen načrt kako bi likvidirali nemške generale in samega Hitlerja v primeru, če bi Moskva padla v roke nacistom. Za to nalogo je bil zadolžen Knipper.
Konec vojne je Lev Knipper doživel v Sovjetski zvezi, nekaj let po vojni pa je živel v Zahodni Nemčiji kot tajni agent KGB in se predstavljal kot protikomunist.
Njegov opus obsega pet oper, vključno z opero Mali princ, 20 simfonij, baleti, številna krajša klavirska dela, pisal pa je tudi filmsko glasbo. Raziskoval je glasbo Turkmenistana, Kirgizistana in Tadžikistana.

#### Simfonije
- Simfonija št. 1 opus 13 (1927)
- Simfonija št. 2 »Lirična« opus 30 (1928-1932)
- Simfonija št. 3 »Daljnevzhodna Armada« po Gusejevu za solo, moški zbor, vojaško pleh muzko in  orkester opus 32 (1932-1933)
- Simfonija št. 4 »Pesnitev za Komsomolske borce« in D major po Gusejevu za soloiste, zbor in orkester opus 41 (1933-1934)
- Simfonija št. 5 »Lirična pesnitev« opus 42 (1933-1934)
- Simfonija št. 6 in E major »Rdeča Konjenica« (1936-1938)
- Simfonija št. 7 D Major »Vojaška« (1938)
- Simfonija št. 8 (1943)
- Simfonija št. 9 (1945)
- Simfonija št. 10 (1946)
- Simfonija št. 11 (1946)
- Simfonija št. 12 (1947)
- Simfonija št. 13 (1947)
- Simfonija št. 14 (1954)
- Simfonija št. 15 za godalni orkester (1962)
- Simfonija št. 16 (1966)
- Simfonija št. 17 («Leninova«) za soliste in orkester (1970)
- Simfonija št. 18 za ženski zbor in orkester (1971)
- Simfonija št. 19 (1971)
- Simfonija št. 20 za violino,čelo in orkester (1972-1973)